# Mark 500 Evader
Mark 500 Evader – amerykańska głowica bojowa typu maneuvering reentry vehicle (MaRV), skonstruowana do przełamywania radzieckiego systemu obrony antybalistycznej, w ataku na wyrzutnie międzykontynentalnych pocisków balistycznych (ICBM). Mk 500 została skonstruowana w programie prowadzonym przez Marynarkę Wojenną Stanów Zjednoczonych, z przeznaczeniem dla pocisków balistycznych klasy SLBM typu Trident II D-5. Podstawowym przeznaczeniem tej głowicy było przenoszenie ładunku termojądrowego.